# Bob Sura
Robert Sura Jr (ur. 25 marca 1973 w Wilkes-Barre) – amerykański koszykarz, występujący na pozycji rzucającego obrońcy.

## Osiągnięcia
Stan na 3 grudnia 2017, na podstawie, o ile nie zaznaczono inaczej/
NCAA
- Uczestnik rozgrywek:
  - Elite Eight turnieju NCAA (1993)
  - Sweet 16 turnieju NCAA (1992, 1993)
- Najlepszy pierwszoroczny zawodnik ACC (1992)[2]
- Zaliczony do:
  - I składu ACC (1994)
  - II składu ACC (1993, 1995)
- Uczelnia zastrzegła należący do niego numer

NBA
- Uczestnik:
  - Rookie Challenge (1996)
  - konkursu:
    - konkursu wsadów NBA (1997 – 5. miejsce)[3]
    - rzutów za 3 punkty (2000)[3]